# 8273 Apatheia
8273 Apatheia è un asteroide della fascia principale. Scoperto nel 1989, presenta un'orbita caratterizzata da un semiasse maggiore pari a 2,6034691 UA e da un'eccentricità di 0,2414453, inclinata di 5,06093° rispetto all'eclittica.